# Öckerö
Öckerö est la plus grande des îles de l'archipel nord de Göteborg. C'est le siège de la Commune d'Öckerö. Elle est peuplée de 3 488 habitants. L'île est reliée à la ville de Göteborg par ferry.